# Niedźwiady (Nakło)
Pour les articles homonymes, voir Niedźwiady.
Niedźwiady (prononciation : [ɲed͡ʑˈvjadɨ], allemand : Bärenbruch) est un village situé dans le district administratif de la gmina de Szubin, dans le powiat de Nakło. Il se trouve dans la voïvodie de Couïavie-Poméranie, vers le centre-nord de la Pologne. Il se situe à environ 8 km au nord-ouest de Szubin, à 11 km au sud-est de Nakło nad Notecią et à 22 km à l'ouest de Bydgoszcz.
Le village a une population de 87 habitants.